# Top modelka (powieść)
Top modelka, ang. Airhead – powieść dla młodzieży autorstwa Meg Cabot z 2008 roku. Po polsku została wydana w 2008 roku w wyd. Amber, pierwsza część trylogii.

## Fabuła
Dla zwykłej 17-latki, Emerson Watts, nie jest ważny ani brak powodzenia u chłopców, ani wygląd. Jej świat to seriale na Discovery i gry komputerowe - ale tylko do czasu, kiedy nagle staje się kimś całkiem innym: po wypadku budzi się w ciele 17-letniej modelki. Okazuje się, że jej mózg został przeniesiony w celu ratowania jej życia, a wszystko jest objęte ścisłą tajemnicą. Jednak Em nie chce rezygnować ze starego życia - i z najlepszego przyjaciela, w którym jest potajemnie zakochana.

## Bohaterowie
- Emerson Watts - główna bohaterka, nastolatka-chłopczyca, która po wypadku i śpiączce farmakologicznej budzi się w ciele modelki Nikki Howard.
- Frida Watts - 14-letnia siostra Em, dążąca do popularności i interesująca się życiem gwiazd i cheerleadingiem.
- Christopher Maloney - najlepszy przyjaciel Emerson, w którym Em potajemnie się kocha.
- Nikki Howard - 17-letnia modelka, twarz firmy Stark.
- Brandon Stark - chłopak Nikki, syn właściciela firmy Stark.
- Lulu Colins - przyjaciółka Nikki, zakochana w bracie Nikki.
- Gabriel Luna - piosenkarz, zakochany w Nikki.
- Justin Bay - chłopak Lulu, ma romans z Nikki.
- Katerina - gosposia Lulu i Nikki.
- Witney Robertson, Linsday Jacobs - popularne i wredne dziewczyny ze szkoły, dokuczające Em i Christopherowi.
- Steven Howard - brat Nikki.
- Cosabella (Cosie) - pies Nikki.
- Robert Stark - ojciec Brandona, właściciel firmy Stark.